# دنباله (آلبوم چندآهنگه)
دنباله (انگلیسی: Sequence) سیزدهمین آلبوم چندآهنگه از گروه پسرانۀ اهل کره جنوبی اس‌اف۹ است که در ۸ ژانویه ۲۰۲۴ توسط اف‌ان‌سی منتشر شد. این آلبوم از شش قطعه، از جمله «Bibora» تشکیل شده است.

## موفقیت تجاری
آلبوم در جدول گائون کره در رتبۀ ۲ و جدول ژاپن در رتبۀ ۳۶ قرار گرفت. همچنین فروش آن در کره ۱۱۳,۹۹۶ بود.